# Birago Diop
Birago Diop (Dakar, 11 dicembre 1906 – Ouakam, 25 novembre 1989) è stato un poeta senegalese.
Studiò in Francia, ove aderì al movimento della Negritudine, impegnandosi a risollevare e valorizzare la letteratura del suo Paese.  La sua opera più importante sono i Racconti di Amadou-Koumba (1947).